# Хейден-Гест, Кристофер, 5-й барон Хейден-Гест
Кри́стофер Хе́йден-Гест, 5-й баро́н Хе́йден-Гест (англ. Christopher Haden-Guest, 5th Baron Haden-Guest; род. 5 февраля 1948, Нью-Йорк) — американо-британский сценарист, композитор, музыкант, режиссер, актер и комик. Гест наиболее широко известен в Голливуде тем, что написал, поставил и снялся в серии комедийных фильмов, снятых в псевдодокументальном (мокьюментарном) стиле. Многие сцены и фоны персонажей в фильмах Геста написаны и срежиссированы, хотя у актеров нет репетиционного времени, и ансамбль импровизирует сцены во время съемок. Серия фильмов началась с "Это — Spinäl Tap!" (которую он не режиссировал) и продолжилась "Waiting for Guffman", "Best in Show", "A Mighty Wind", "For Your Consideration", и "Mascots".
Гест является наследственным британским пэром как 5-й барон Хейден-Гест и публично выразил желание реформировать Палату лордов как демократически избранную палату. Хотя он изначально был активен в Палате лордов, его карьера там была прервана Законом о Палате лордов 1999 года, который отменил право большинства наследственных пэров на место в парламенте. При использовании своего титула он обычно стилизуется как лорд Хейден-Гест. Гест женат на актрисе и писательнице Джейми Ли Кёртис.

## Ранние годы
Родился 5 февраля 1948 года в Нью-Йорке. Старший сын Питера Хейдена-Геста (1913—1996), британского дипломата Организации Объединенных Наций, который впоследствии стал 4-м бароном Хейден-Гестом, и его второй жены, Джин Паулин Хиндес (1921—2017), американского вице-президента кастинга на канале CBS. Его дедом по отцовской линии был Лесли, 1-й барон Хейден-Гест (1877—1960), был лейбористским политиком, который стал гиюром. Бабушка Геста по отцовской линии, потомок голландской еврейской семьи Голдсмидов, была дочерью полковника Альберта Голдсмида (1846—1904), британского офицера, который основал Бригаду еврейских юношей и девушек и маккавеев . Бабушка и дедушка Геста по материнской линии были еврейскими эмигрантами из России. Оба родителя Геста стали атеистами, а сам Гест не имел религиозного воспитания. Почти за десять лет до его рождения его дядя Дэвид Гест, лектор и член Коммунистической партии, был убит в Гражданской войне в Испании, сражаясь в интернациональных бригадах.
Гест провел часть своего детства в родном Соединенном Королевстве своего отца. Учился в Высшей школе музыки и искусства (Нью-Йорк), изучал классическую музыку (кларнет) в Стокбриджской школе в Интерлакене, штат Массачусетс. Позже он взял мандолину, заинтересовался музыкой кантрии играл на гитаре с Арло Гатри, сокурсником по Стокбриджской школе. Позже Гест начал выступать с блюграсс-группами, пока не занялся рок-н-роллом. Гест год учился в Бард-колледже, а затем изучал актерское мастерство в аспирантуре Нью-Йоркского университета. Тиш-школа искусств, которую окончил в 1971 году.

## Карьера

### 1970-е годы
Кристофер Гест начал свою театральную карьеру в начале 1970-х годов с одной из своих первых профессиональных ролей в роли Нормана в «Лунных детях» Майкла Уэллерадля американской премьеры пьесы на сцене Arena в Вашингтоне, округ Колумбия, в ноябре 1971 года. Гест продолжил постановку, когда она переехала на Бродвей в 1972 году. В следующем году он начал вносить вклад в Национальный пасквиль радио час для различных аудиозаписей национальных пасквилей. Он как исполнял комические роли (Flash Bazbo—Space Explorer, мистер Роджерс, музыкальный критик Роджер де Суонс и представитель sleazy record company Рон Филдс), так и писал, аранжировал и исполнял многочисленные музыкальные пародии (на Боба Дилана, Джеймса Тейлора и других). Он был показан вместе с Чеви Чейзом и Джоном Белуши в бродвейском ревю National Lampoon " s Lemmings. Две из его ранних ролей в кино были небольшими ролями полицейских в форме в фильме 1972 года «Горячий камушек» и «Жажда смерти» 1974 года.
Гест сыграл небольшую роль в эпизоде 1977 года «Все в семье» «Майк и Глория встречаются», где в эпизоде воспоминаний Майк и Глория вспоминают свое первое свидание вслепую, устроенное приятелем Майкла по колледжу Джимом (Гестем), который встречался с подругой Глории Дебби (Присцилла Лопес).
У Геста также была небольшая, но важная роль в it Happened One Christmas, телевизионном ремейке 1977 года Фрэнка Капры «Прекрасная жизнь» с Марло Томасом в главной роли Мэри Бейли (роль Джимми Стюарта), с Клорис Личман в роли ангела-хранителя Мэри и Орсоном Уэллсом в роли злодейского мистера Поттер. Гест сыграл брата Мэри Гарри, вернувшегося из армии в финальной сцене, произнеся одну из последних строк фильма: "Тост! За мою старшую сестру Мэри, самого богатого человека в городе!

### 1980-е годы
Самая большая роль Гостя в первые два десятилетия его карьеры, вероятно, Найджел Тафнел в фильме Роба Райнера 1984 года "Это — Spinal Tap!". Гест впервые появился в роли Тафнела в 1978 году в комедийной программе The TV Show.
Вместе с Мартином Шортом, Билли Кристалом и Гарри Ширером Кристофер Гест был нанят в качестве актера на один год в сезоне 1984—1985 годов в программе NBC «Субботним вечером в прямом эфире». Среди повторяющихся персонажей SNL, которых играет Гость, — Фрэнки из Уилли и Фрэнки (коллеги, которые подробно рассказывают о физически болезненных ситуациях, в которых они оказались, лаконично отмечая: «Я ненавижу, когда это происходит»); Херб Минкман, теневой производитель игрушек, у которого есть брат по имени Ал (которого играет Кристал); Раджив Виндалу, эксцентричный иностранец в том же духе, что и персонаж Энди Кауфмана Латка из «Такси»; и сеньор Коса, испанский чревовещатель, которого часто можно увидеть в повторяющейся пародии на Шоу Джо Франклина. Он также экспериментировал за камерой с предварительно снятыми скетчами, в частности, сняв короткометражку в документальном стиле, в которой Ширер и Шорт играли синхронистки в главных ролях. В другом короткометражном фильме SNL Гость и Кристал предстают в роли бывших бейсболистов негритянской лиги «Петух и король».
Он появился как граф Рюген («шестипалый человек») в «Принцессе-невесте». У него была эпизодическая роль первого клиента, пешехода, в музыкальном ремейке 1986 года The Little Shop of Horrors, в котором также участвовал Стив Мартин. Будучи соавтором сценария и режиссером, Гест сделал голливудскую сатиру в Большой картине.
После того, как его отец унаследовал титул пэра в 1987 году, он был известен как «Достопочтенный» Кристофер Хейден-Гест. Это был его официальный стиль и имя, пока он не унаследовал баронство в 1996 году.

### 1990 — настоящее время
Опыт изготовления этой спинномозговой пункции напрямую повлиял на второй этап его карьеры. Начиная с 1996 года, Гест начал писать, режиссировать и играть в своей собственной серии существенно импровизированных фильмов. Многие из них стали окончательными примерами того, что стало известно как «mockumentaries» — не термин, который Гест ценит при описании своего необычного подхода к исследованию страстей, которые делают персонажей в его фильмах такими интересными. Он утверждает, что его намерение состоит не в том, чтобы издеваться над кем-либо, а в том, чтобы исследовать замкнутые, возможно, малоизвестные сообщества с помощью своего метода кинопроизводства.
Вместе с Гестом, его частый партнер по сценарию Юджин Леви и небольшая группа других актеров сформировали свободную репертуарную группу, которая появляется в нескольких фильмах. Среди них Кэтрин О’Хара, Майкл Маккин, Паркер Поузи, Боб Балабан, Джейн Линч, Джон Майкл Хиггинс, Гарри Ширер, Дженнифер Кулидж, Эд Бегли-младший, Джим Пиддок и Фред Уиллард. Гест и Леви пишут фоны для каждого из персонажей и карточки для заметок для каждой конкретной сцены, обрисовывая в общих чертах сюжет, а затем оставляют на усмотрение актеров импровизацию диалога, что должно привести к гораздо более естественному разговору, чем диалог по сценарию. Как правило, все, кто появляется в этих фильмах, получают одинаковый гонорар и одинаковую долю прибыли.
Гест озвучивал роль двоюродного брата Губки Боба Стэнли в мультсериале «Губка Боб Квадратные Штаны».
Гест снова сотрудничал с Райнером в фильме «Несколько хороших парней» (1992), сыграв доктора Стоуна. В 2000-х Гест появился в биографическом мюзикле 2005 года «Миссис Хендерсон представляет» и в комедии 2009 года «Изобретение лжи».
В настоящее время он также является участником музыкальной группы The Beyman Bros, которую он сформировал вместе с другом детства Дэвидом Нихтерном и нынешним клавишником Spinal Tap Си Джей Ванстоном. Их дебютный альбом Memories of Summer as a Child вышел 20 января 2009 года.
В 2010 году Бюро переписи населения США заплатило 2,5 миллиона долларов за то, чтобы рекламный ролик, поставленный Гестом, был показан во время телевизионного освещения Суперкубка XLIV.
Гест имеет почетную докторскую степень и является членом попечительского совета Музыкального колледжа Беркли в Бостоне.
В 2013 году Гест был соавтором и продюсером сериала HBO «Семейное древо» в сотрудничестве с Джимом Пиддоком, беззаботной истории в стиле, который он прославил в «Это спинномозговая пункция», в которой главный герой Том Чедвик наследует коробка с редкостями от его двоюродной бабушки, пробуждающая интерес к его происхождению.
11 августа 2015 года Netflix объявил, что в 2016 году дебютирует фильм «Талисманы», снятый Гестом и написанный в соавторстве с Джимом Пиддоком, о конкурсе на Золотую награду чемпионата Всемирной ассоциации талисманов.
Гест повторил свою роль графа Тайрона Рюгена на воссоединении принцессы-невесты 13 сентября 2020 года.

## Семья
Гест стал 5-м бароном Хейден-Гестом из Грейт-Сейлинга в графстве Эссекс, когда его отец умер в 1996 году. Его старший сводный брат Энтони Хейден-Гест был рожден до брака его родителей. Согласно статье в The Guardian, Гест регулярно посещал Палату лордов, пока Закон о Палате лордов 1999 года не запретил большинству наследственных пэров занимать свои места. В статье Гест заметил:
Нет никаких сомнений в том, что старая система была несправедливой. Я имею в виду, почему вы должны родиться для этого? Но сейчас это все просто банальный блат. Премьер-министр может выставить кого угодно и привезти их на голосование. Верхняя палата должна быть выборным органом, это так просто
.

## Личная жизнь
Кристофер Гест женился на актрисе Джейми Ли Кертис в 1984 году в доме их общего друга Роба Райнера. У них есть две приёмные дочери: Энни (1986 г. р.) и Руби (1996 г. р.), которая является трансгендером. Поскольку дети Геста удочерены, они не могут наследовать семейное баронство в соответствии с условиями патентного письма, который его создал, хотя королевский ордер 2004 года, касающийся стиля пэра. Приемные дети Кристофера утверждают, что они могут использовать титул учтивости. Нынешний предполагаемый наследник баронства — младший брат Геста, актер Николас Гест.
Как сообщает Луис Б. Хобсон, «В фильме Гест — веселый комик. Лично он серьезен и почти суров». Он цитирует Геста: «Люди хотят, чтобы я все время был смешным. Они думают, что я смешной, независимо от того, что я говорю или делаю, и это не так. Я редко шучу, если не нахожусь перед камерой. Это не то, кем я являюсь в реальной жизни. Это то, чем я зарабатываю на жизнь».
Геста сыграл Сет Грин в фильме «Бесполезный и глупый жест».